# 周波数偏移変調

バイナリFSKの例

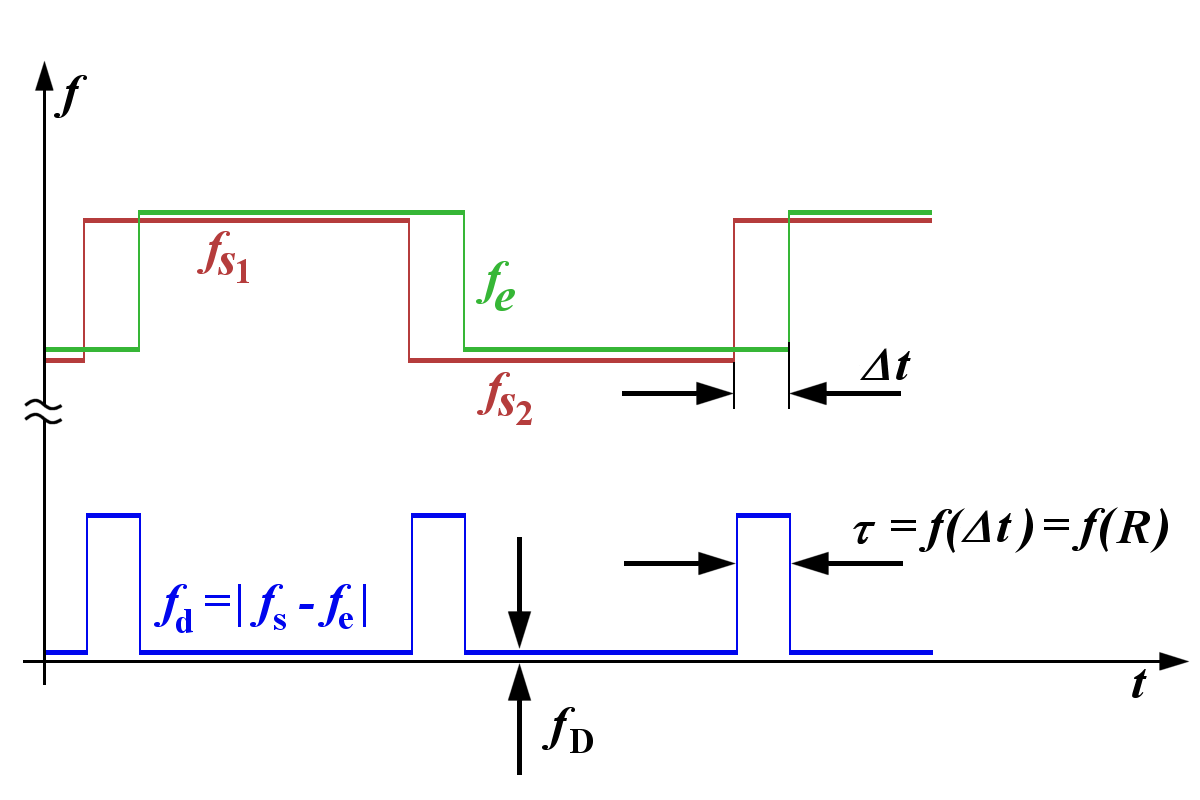

周波数偏移変調（FSK、英語: frequency shift keying）とは、搬送波信号の離散的な周波数変化を利用して、デジタル情報を送信する周波数変調（デジタル変調）方式である。古い規格ながらも、21世紀になってもさまざまなデータ通信で使用されている。
この技術は、テレメトリ、気球ラジオゾンデ、電話番号通知、ガレージドア開閉装置、ラジオテレタイプ、ラジオファクシミリ、VLFおよびELF帯域での低周波無線送信などの通信システムに使用される。
最も単純なFSKはバイナリ周波数偏移変調（BFSK）である。BFSKは、離散周波数のペアを使用して、バイナリ（0と1）情報を送信する。この方式では、「1」はマーク周波数と呼ばれ、「0」はスペース周波数と呼ばれる。

## 変調と復調
FSKモデムのリファレンス実装が存在し、詳細に文書化されている。バイナリFSK信号の復調は、低電力マイクロコントローラでも、Goertzelアルゴリズムを使用して非常に効率的に実行できる。

## バリエーション

### 連続位相周波数シフトキーイング
原則として、FSKは、完全に独立した自走発振器を使用し、各シンボル期間の開始時にそれらを切り替えることによって実装できる。一般に、独立した発振器は同じ位相ではないため、切り替えの瞬間に同じ振幅になり、送信信号に突然の不連続性が発生する。
実際には、多くのFSK送信機は単一の発振器のみを使用し、各シンボル期間の開始時に異なる周波数に切り替えるプロセスによって位相が保持される。位相の不連続性を排除する（したがって、振幅の突然の変化を排除する）と、側波帯電力が減少し、隣接チャネルとの干渉が減少する。

### ガウス周波数シフトキーイング
ガウス周波数シフトキーイング（GFSK）は、デジタルデータで周波数を直接変調し各ビット周期の開始時に周波数を瞬時に変更するのではなく、データパルスをガウスフィルターでフィルタリングして遷移をスムーズにする。このフィルターには、符号間干渉が増加する代わりに、側波帯電力が減少し、隣接チャネルとの干渉が減少するという利点がある。これは、改良されたレイヤー2プロトコル、DECT、Bluetooth、Cypress WirelessUSB、ノルディック・セミコンダクター、テキサス・インスツルメンツ、IEEE 802.15.4、Z-WaveおよびWavenisデバイスで使用される。基本データレートBluetoothの場合、最小偏差は115キロヘルツである。
GFSK変調器は、ベースバンド波形（レベル-1および+1）がFSK変調器に入る前に、ガウスフィルターを通過して遷移を滑らかにし、スペクトル幅を制限するという点で、単純な周波数シフトキーイング変調器とは異なる。ガウスフィルタリングは、スペクトル幅を減らすための標準的な方法である。こういった利用法では、パルス整形と呼ばれる。
通常のフィルタリングされていないFSKでは、-1から+1または+1から-1にジャンプすると、変調された波形が急速に変化し、大きな帯域外スペクトルが発生する。パルスが-1から+1に変化し、-1、-0.98、-0.93、...+0.93、+0.98、+1となると、このより滑らかなパルスを使用して、出力されるべき搬送波周波数が決定される。帯域外スペクトルは減少する。

### 最小シフトキーイング
最小周波数シフトキーイングまたは最小シフトキーイング（MSK）は、コヒーレントFSKの特定のスペクトル効率の高い形式である。MSKでは、高い周波数と低い周波数の差はビットレートの半分と同じである。その結果、0ビットと1ビットを表す波形は、キャリア周期のちょうど半分だけ異なる。最大周波数偏差（δ）は0.25fmである（fmは最大変調周波数）。その結果、変調指数mは0.5になる。これは、0と1の波形が直交するように選択できる最小のFSK変調指数である。

### ガウス最小シフトキーイング
GSM携帯電話規格では、ガウス最小偏移変調（GMSK）と呼ばれるMSKの変形が使用されている。

### 音声周波数シフトキーイング
音声周波数シフトキーイング（AFSK）は、デジタルデータをトーン音声の周波数（ピッチ）の変化で表す変調技術であり、ラジオや電話での送信に適したエンコードされた信号を生成する。通常、送信されるオーディオは2つのトーンを交互に繰り返する。1つは「マーク」で、二進法の1を表す。もう1つの「スペース」は、二進法のゼロを表す。
AFSKは、ベースバンド周波数で変調を実行する点で通常の周波数シフトキーイングとは異なる。無線利用では、AFSK変調信号は通常、送信用にRFキャリアを変調するために使用される（AMやFMなどの従来の技術を使用）。
AFSKは、他のほとんどの変調モードよりも電力と帯域幅の両方ではるかに効率が低いため、高速データ通信に常に使用されるとは限らない。ただし、AFSKには、その単純さに加えて、音楽や音声を伝送するように設計されたほとんどの機器を含め、エンコードされた信号がAC結合リンクを通過するという利点がある。
AFSKは、米国を拠点とする緊急警報システムで使用され、警報のテキストを実際に聞くことなく、緊急事態の種類、影響を受ける場所、および問題の時刻をステーションに通知する。

### 連続4レベル変調
Project 25システムのフェーズ1無線は、連続4レベルFM（C4FM）変調を使用する。

## 主な利用法
1910年、レジナルド・フェッセンデンはモールス信号を送信する2トーン方式を発明した。ドットとダッシュは、同じ長さの異なるトーンに置き換えられた。その意図は、送信時間を最小限に抑えることであった。
初期のCW送信機の中には、便利なキー入力ができないアークコンバーターを採用しているものがあった。アークをオン/オフする代わりに、キーは「補償波法」として知られている技術で送信機の周波数をわずかに変更した。補償波は受信機では使用されなかった。この方法で使用される火花送信機は、多くの帯域幅を消費し、干渉を引き起こしたため、1921年まで推奨されなかった。
大半の初期の電話回線モデムは、音声周波数シフトキーイング（AFSK）を使用して、最大約1200bpsの通信速度でデータを送受信していた。ベル103とベル202モデムは、この技術を使用していた。今日でも、北米の発信者IDはボーAFSKベル202標準規格で1200bpsを使用している。初期のマイクロコンピューターの中には、カンサスシティ標準である特定の形式のAFSK変調を使用して、カセットテープデータを保存するものがあった。AFSKは、変調されていない音声帯域機器を介したデータ送信を可能にするため、アマチュア無線で今でも広く使用されている。
AFSKは、警告情報を送信するために日本において緊急警報放送で使用されているほか、米国の緊急警報システムでも使用されている。これは、米国のNOAAによってWeatheradioで使用されるWeathercopyのより高いビットレートで使用される。
カナダのオンタリオ州オタワにあるCHU短波ラジオ局は、AFSK変調を使用してエンコードされた専用のデジタル時報を放送している。

## 電話番号通知
周波数偏移変調（FSK）は、電話回線を介してナンバーディスプレイおよびリモートメータリングアプリケーションに一般的に使用される。この技術にはいくつかのバリエーションがある。

### 欧州電気通信標準化機構
ヨーロッパのいくつかの国では、欧州電気通信標準化機構（ETSI）が標準規格200 778-1と200 778-2、変換規格300 778-1と300 778-2を許可し、3つの物理トランスポート層、テルコーディア・テクノロジーズ（旧：Bellcore）、ブリティッシュテレコム（BT）およびCableCommunications Association （CCA））、2つのデータ形式Multiple Data Message Format（MDMF）およびSingle Data Message Format（SDMF）、さらにDual-tone multi-frequency（DTMF）システムおよびメーター用のノーリングモードと組み合わせて統一された通信規格を定義しようとするよりも、さまざまな規格が存在しているという認識のほうが重要である。

### テルコーディア・テクノロジーズ
テルコーディア・テクノロジーズ（旧：Bellcore）規格は、アメリカ合衆国、カナダ、オーストラリア、中国、香港、シンガポールで使用されている。最初の着信音の後にデータを送信し、1200bpsのベル202によるトーン変調を使用する。日付、時間、そして数字を含むSDMFまたはNAMEフィールドを追加するMDMFで送信することができる。

### ブリティッシュテレコム
イギリスのブリティッシュテレコム（BT）では、データを送信し、ライン反転で表示を起動させMDMFと同様の形式でCCITTV.23モデムトーンを送信する独自の基準を開発した。BTおよび近年のIonicaのようなワイヤレスネットワークおよび、一部のケーブル会社で使用されている。詳細は、BTサプライヤー情報ノート（SIN） 227 および 242に記載されている。もう1つの有用なドキュメントは、EXARWebサイトの BT用XR-2211を使用した発信者識別配信の設計 である。

### ケーブル通信協会
イギリスのケーブル通信協会（CCA）は、ベル202またはV.23トーンのいずれかとして、短い最初の呼び出し音の後に情報を送信する独自の標準を開発した。彼らは、BT標準に対応できないいくつかの「ストリートボックス」（マルチプレクサ）を変更するのではなく、新しい標準を開発した。英国のケーブル業界では、さまざまなスイッチが使用されている。ほとんどがNortelDMS-100で、一部はシステムX、システムY、そしてノキアDX220である。これらの一部は、CCA標準ではなくBT標準を使用していることに注意されたい。データ形式はBTのものに似ているが、トランスポート層はTelcordia Technologiesに似ているため、北米またはヨーロッパの機器がそれを検出する可能性が高くなる。